# 康普頓縣區 (伊利諾伊州沃巴什縣)
康普頓鎮區（英語：Compton Precinct）是位於美國伊利諾伊州沃巴什縣的一個縣區。

## 地方資料
根據2010年美國人口普查的數據，康普頓鎮區的面積為65.40平方千米，當中陸地面積為62.58平方千米，而水域面積為2.82平方千米。當地共有人口174人，而人口密度為每平方千米2.66人。